# 張栄橋
張 栄橋（ちょう えいきょう、1966年3月 - ）は、中華人民共和国の物理学者。火星探査機天問1号の総設計師。

## 経歴
1966年3月、安徽省祁門県安凌鎮で生まれる。1982年に祁門県第一高級中学を卒業すると、西安電子科技大学に進学した。1991年中国空間技術研究院にて修士の学位取得。2002年清華大学にて経営学修士の学位取得。
1991年に北京衛星信息工程研究所へ入所した。以後、研究室主任、科技処処長、副所長、所長を歴任した。2004年、中華人民共和国国防科学技術工業委員会月球探査中心に転出。以後、総工程師、副主任を歴任した。2021年5月、中国科学技術協会第10回全国代表大会は30日に閉幕し、常務委員に張栄橋が就任した。